# Maszewo (stacja kolejowa)
Maszewo – była stacja kolejowa w Maszewie w Polsce, w województwie zachodniopomorskim, w powiecie goleniowskim, w gminie Maszewo.